# Sighișoara
Sighișoara (pronúncia em romeno: AFI: /siɡiˈʃo̯ara/; em alemão: Schäßburg, AFI: /ˈʃɛsbʊɐ̯k/; em húngaro: Segesvár, AFI: /ˈʃɛɡɛʃvaːr/ [ouvir]ⓘ; em latim: Castrum Sex) é uma cidade e município do județ (distrito) de Mureș, Roménia. Segundo o censo de 2011 o município tinha 28 102 habitantes e estimava-se que em 2016 tivesse 34 217 habitantes. Em 2011, a distribuição étnica era a seguinte: romenos (75%), magiares (17,6%), ciganos (5,3%), alemães (1,5%). Além da cidade, o município tem sete aldeias: Angofa (em alemão: Ungefug), Aurel Vlaicu (em húngaro: Haufan), Hetiur (al: Marienburg bei Schäßburg; hu: Hétúr), Rora (al: Rohrau; hu: Róra), Șoromiclea, Venchi (al: Wench; hu: Venk) e Viilor(al: Kulturberg; hu: Szőlőskert).
Situada na região histórica da Transilvânia, a cidade é um destino turístico popular, devido sobretudo ao seu bem preservado centro histórico medieval, que está classificado como Património Mundial pela UNESCO. É também conhecida como cidade natal de Vlad, o Empalador (Vlad Drăculea), o príncipe da Valáquia do século XV, que deu origem ao personagem literário do Conde Drácula criado por Bram Stoker. A cidade foi fundada em 1191 como uma cidadela de colonos saxões (originários da Alemanha ou Luxemburgo).
A cidade é composta por duas partes principais: o reduto medieval foi construído no cimo duma colina e é conhecido como "Cidadela" (Cetate); a parte baixa e mais nova situa-se no vale do rio Târnava Mare. A cidadela duma forma exemplar as características duma pequena cidade fortificada medieval. Todos os anos, em julho, é lá realizado um festival medieval. Além de ser apontada como uma das mais belas e bem preservadas cidadelas medievais da Europa, Sighișoara é uma das poucas cidades fortificadas da Europa de Leste que ainda é habitada.[carece de fontes?]

## História
Durante o século XII, artesãos e mercadores alemães, que ficariam conhecidos como Saxões da Transilvânia, foram convidados a instalar-se na Transilvânia pelo rei da Hungria, para povoarem e defenderem a fronteira dos seus domínios. O cronista Krauss menciona um povoado saxão no que é hoje Sighișoara em 1191.[carece de fontes?] Contudo, muitos estudiosos referem que o primeiro registo histórico sobre a cidade data de 1280. Um documento desse ano menciona uma cidade construída no local dum forte romano chamado Castrum Sex ("castro de seis lados"), referindo-se à forma de hexágono irregular do forte. Outros nomes registados historicamente incluem Schaäsburg (1282), Schespurg (1298) e Segusvar (1300). Em 1337 Sighișoara tinha-se tornado uma cidade importante para os reis húngaros, que lhe concederam estatuto urbano em 1367, com o nome Civitas de Segusvar.[carece de fontes?]
A cidade teve grande importância estratégica e comercial nos limites orientais da Europa Central durante vários séculos. Tornou-se uma das cidades mais importantes da Transilvânia, que era visitada por artesãos e mercadores de todo do Sacro Império Romano-Germânico. Os artesãos alemães dominavam a economia citadina e construíram as fortificações que protegiam o perímetro urbano. Estima-se que durante os séculos XVI e XVII Sighișoara tinha 15 guildas e 20 ramos de artesanato. O escultor barroco Elias Nicolai viveu na cidade e o voivoda da Valáquia Vlad II Dracul (pai de Vlad, o Empalador), que lá esteve exilado, mandou cunhar moeda na cidade (apesar da cunhagem de moeda ser um monopólio dos reis húngaros no Reino da Hungria) e produziu o primeiro documento onde aparece o nome da cidade em romeno.[carece de fontes?] Esse nome romeno é atestado pela primeira vez em 1435 e deriva do húngaro Segesvár ("forte de Seges").
A cidade foi o local da eleição de Jorge I Rákóczi como monarca do Principado da Transilvânia e rei da Hungria em 1631. Durante os séculos XVII e XVIII Sighișoara sofreu invasões militares, fogos e epidemias. Uma das fontes mais importantes para a história da cidade são os escritos de Georg Kraus, o notário de Sighișoara do século XVII.
A vizinha planície de Albești foi o local da Batalha de Segesvár, onde o exército revolucionário húngaro comandado por Józef Bem foi derrotado por tropas russas comandadas por von Lüders em 31 de julho de 1848. Em 1852 foi construído um monumento dedicado ao general russo Skariatin que morreu na batalha. Acredita-se que o poeta húngaro Sándor Petőfi também morreu nessa batalha e em 1897 foi construído em sua honra um monumento em Albești. Depois da Primeira Guerra Mundial, com a desintegração do Império Austro-Húngaro, Sighișoara deixou de fazer parte da Hungria e passou a integrar o Reino da Roménia, como o resto da Transilvânia.[carece de fontes?]

## Principais monumentos
Torres: [carece de fontes?]

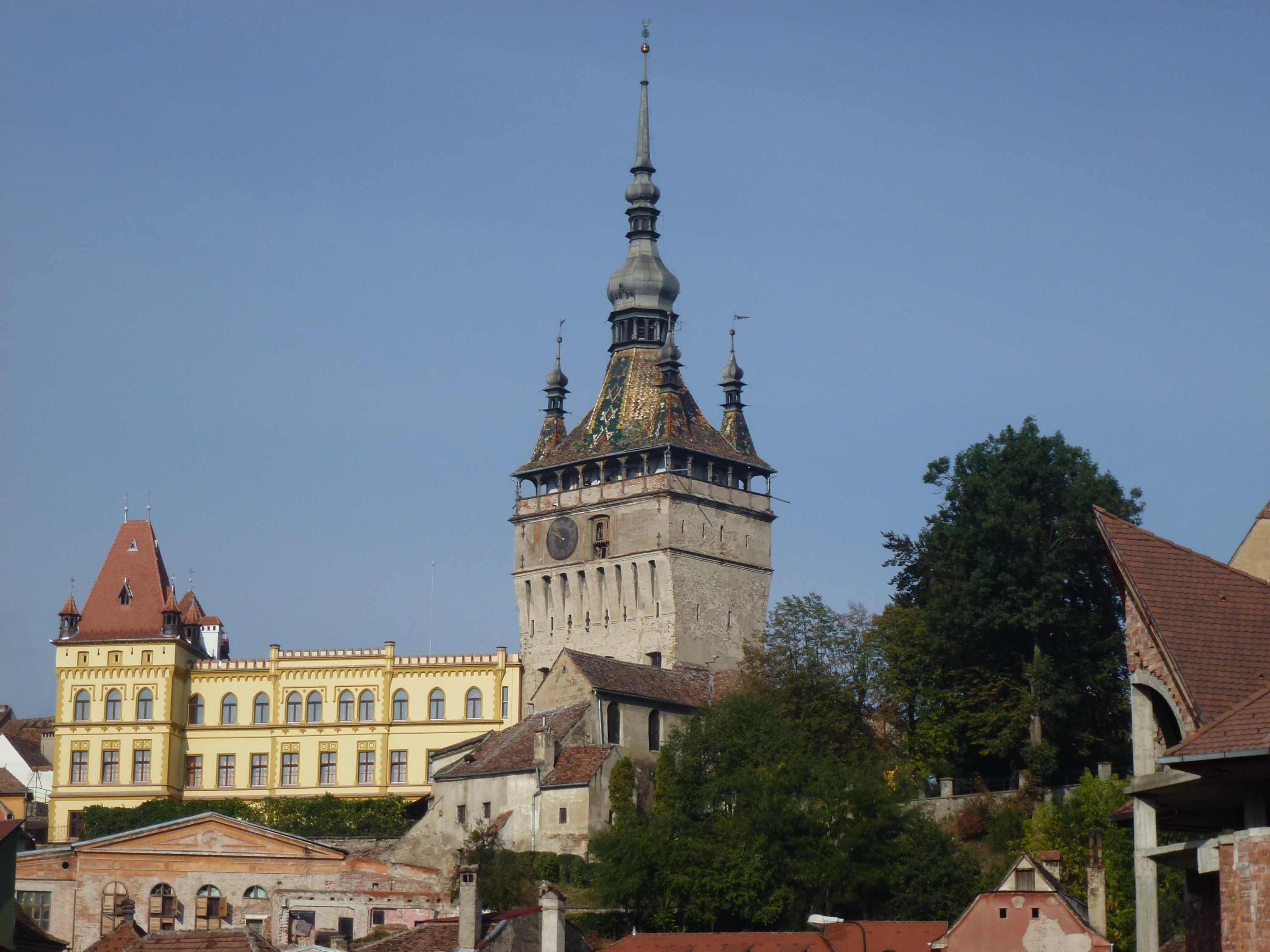
Torre do Relógio

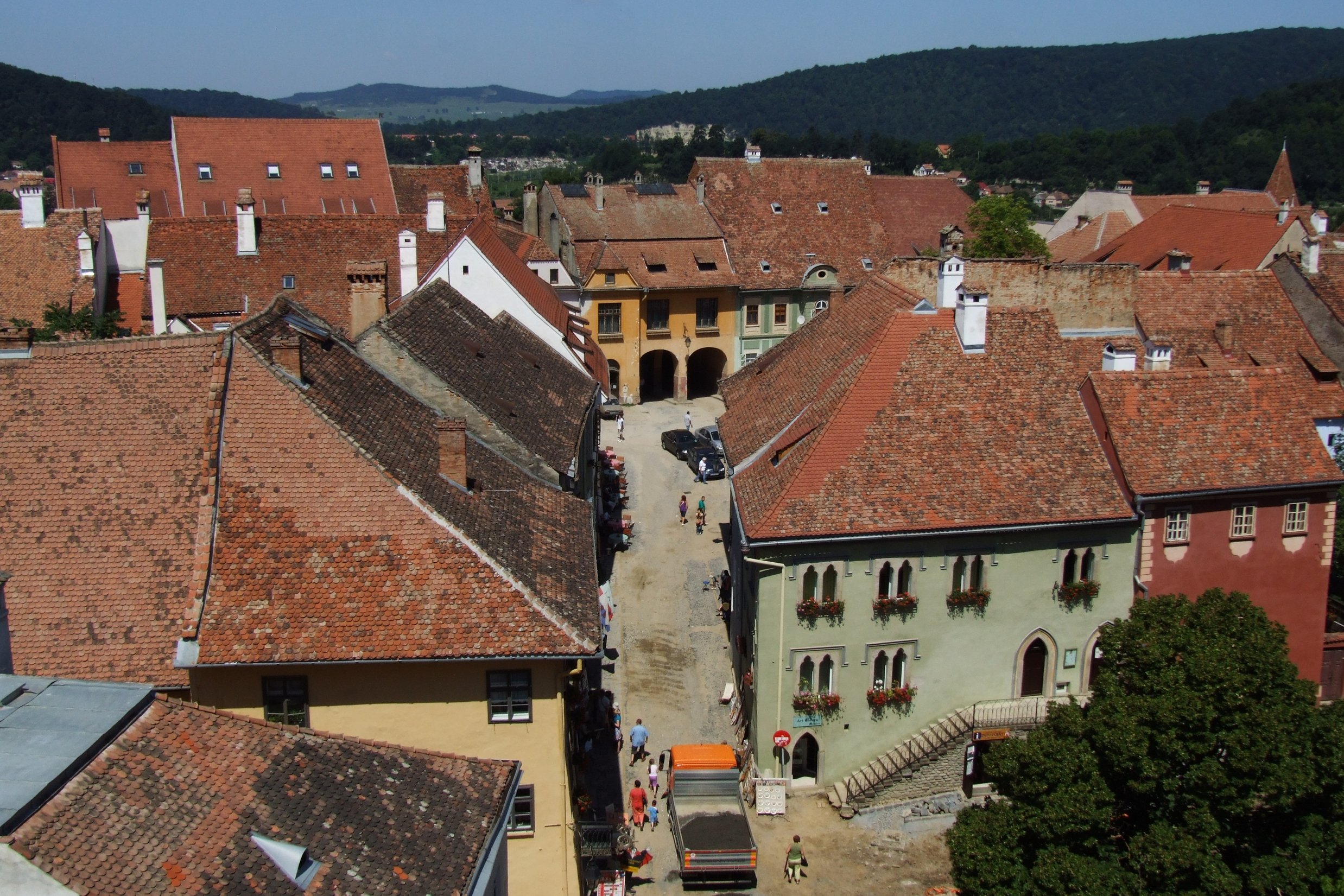
Vista desde a Torre do Relógio; em primeiro plano, no lado direito vê-se a Casa Veneziana.

- Torre do Relógio (Turnul cu Ceas) — ex-líbris da cidade, tem 64 metros de altura e foi construída no século XIII; atualmente é um museu de história.
- Torre dos Funileiros (Turnul Cositorarilor)
- Torre dos Açougueiros (Turnul Măcelarilor)
- Torre dos Sapateiros (Turnul Cizmarilor)
- Torre dos Alfaiates  (Turnul Croitorilor)
- Torre dos Peleiros (Turnul Cojocarilor)
- Torre dos Ferreiros (Turnul Fierarilor)
- Torre dos Cordoeiros (Turnul Frânghierilor)
- Torre dos Curtidores (Turnul )
- Torre dos  (Turnul Tăbăcarilor)
- Torre da Face — ao contrário das restantes, que se situam na cidadela, esta encontra-se na estrada para Târgu Mureș.

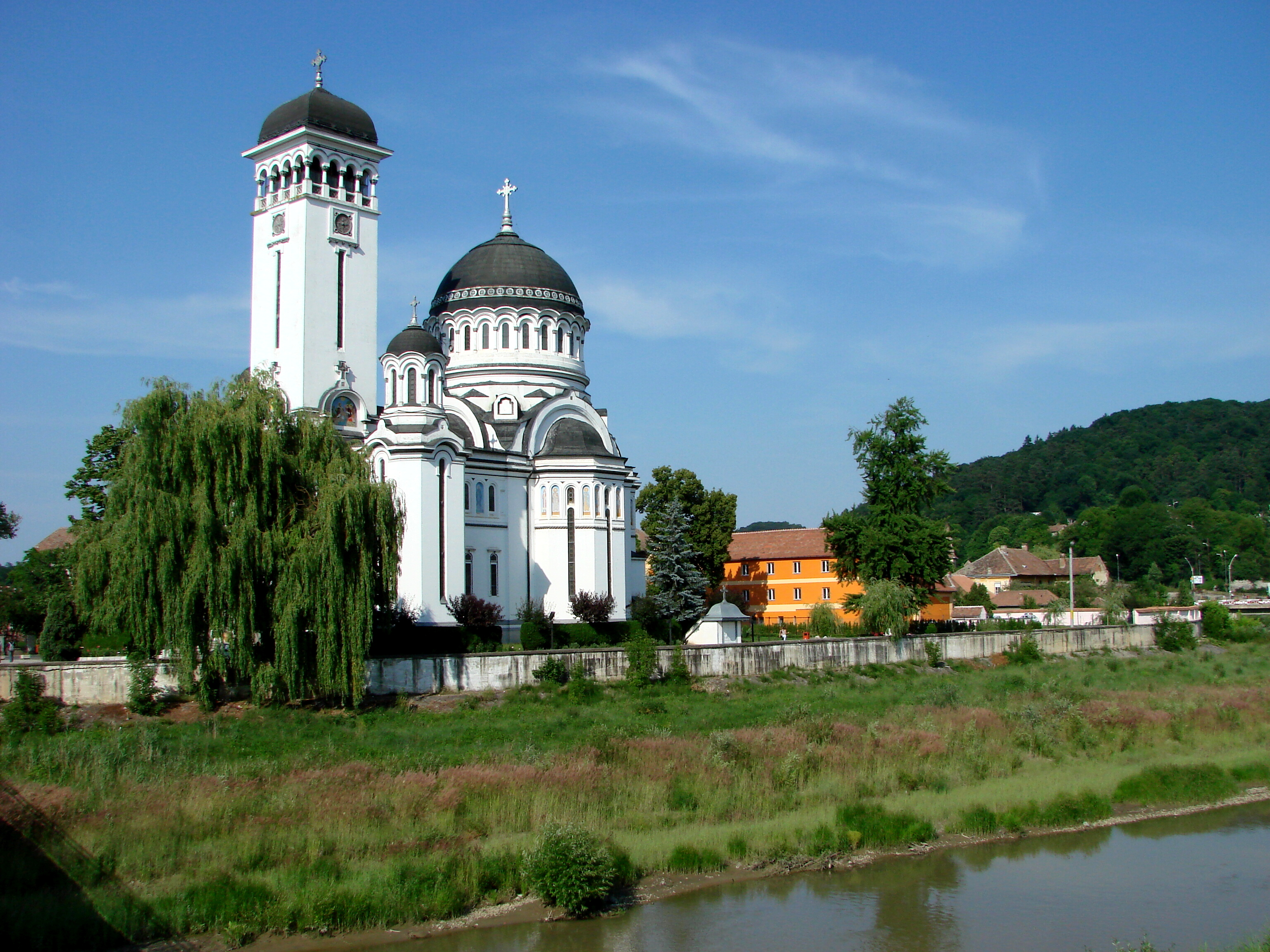
Igreja Ortodoxa da Santíssima Trindade

Igrejas: [carece de fontes?]
- Igreja do Monte  (Biserica din Deal) — Um dos monumentos da cidade com maior valor arquitetónico e um dos exemplos mais representativos do gótico na Roménia.
- Igreja do Mosteiro (Biserica Mânăstirii Dominicane) — De estilo gótico, está próxima da Torre do Relógio e foi construída no início do século XIII. É a única igreja que não tem sinos, o que alegadamente se deve ao facto dos saxões, não sendo grandes gastadores, achavam que o sino da igreja do monte era suficiente para toda a cidade.
- Igreja católica de São José
- Igreja da Leprosaria (Biserica Leproșilor)
- Igreja Ortodoxa da Santíssima Trindade (Biserica Sfânta Treime din Sighișoara)

Arquitetura civil: [carece de fontes?]

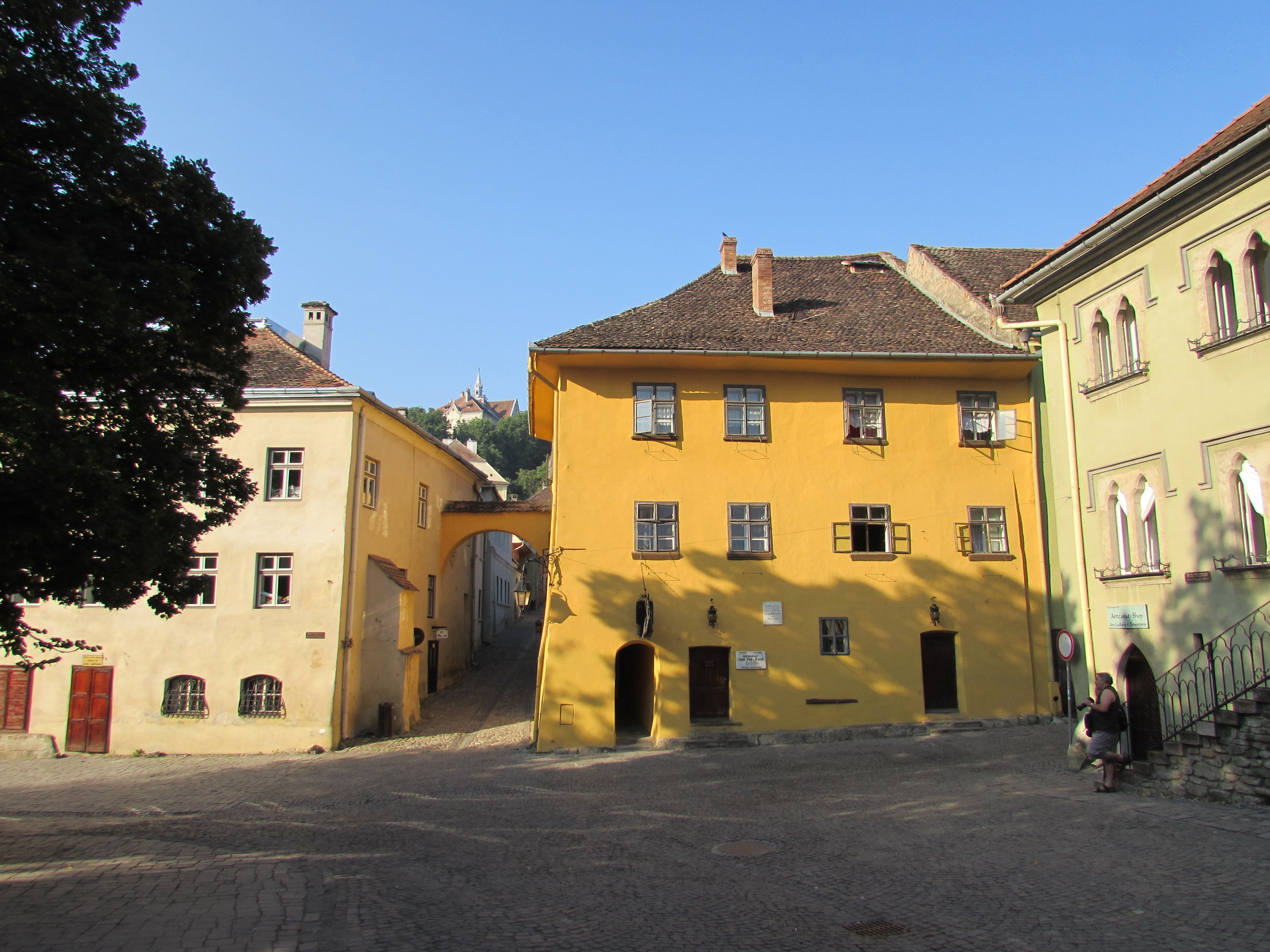
Casa de Vlad Dracul

Grande parte das 164 casas do centro histórico têm pelo menos 300 anos e são consideradas monumentos históricos. A Praça da Cidadela (, de planta quadrada, foi outrora habitada pelas famílias nobres da cidade e sofreu muitas transformações ao longo do tempo. No entanto, há ainda bastantes casas que conservaram os seus traços originais.
- Casa na Rocha (Casa de pe stâncă) — construída após o grande fogo de 1676.
- Casa com Telhas — onde funciona um centro de artesanato do Centro de Educação Inter-étnica para a Juventude.
- Casa Veneziana ou Casa Verde (Casa Venețiană) — assim chamada devido à pedra que enquadram as janelas, que imitam o estilo veneziano; construída no século XVI.
- Casa de Vlad Dracul — onde viveu Vlad II Dracul entre 1431 e 1435 e onde teria nascido o seu filho Vlad, o Empalador.
- Paços do concelho — sede do governo municipal, construído em 1887–1888.
- Escola do Monte (Școala din deal) — construída em 1619.
- Casa do Veado (Casa cu Cerb) — construída no século XVII, deve o nome a uma cabeça de veado que tem pendurada na sua esquina.
- Casa da Associação das Guildas (Casa Asociației Meșteșugărești)